# فرت تاوسن (اکلاهما)
فرت تاوسن(به انگلیسی: Fort Towson) شهری در ایالت اکلاهما کشور ایالات متحده آمریکا است که جمعیت آن در سرشماری سال ۲۰۱۰ میلادی، ۵۱۹ نفر بوده‌است.